# ДМБ (фільм)
ДМБ (від демобілізація) — художній фільм Романа Качанова.
З 9 грудня 2014 року, після протестів громадськості, фільм заборонили до показу та розповсюдження в Україні через незаконні вчинки та антиукраїнські шовіністичні висловлювання актора та сценариста фільму Івана Охлобистіна.

## Виробники
Кіностудія «Полігон» при участі «Союз-відео».

## Сюжет
Троє хлопців починають служити в армії, причому у всіх було абсолютно різне життя до цього: один із заводу, другий із ЗВО, а третій з казино (для втечі від братів Алієвих, яким він винен велику суму грошей). Під час служби в армії і п'ють, і курять траву, і захоплюють все те, що трапляється в руки, очолюють дідівщину, і це тільки початок служби…

## Продовження фільму
Окрім фільму «ДМБ» як продовження були зняті також телевізійні серії «ДМБ-002», «ДМБ-003», «ДМБ-004» і «ДМБ. Знову до бою» з тими ж героями. Однак продовження виявилося надзвичайно невдалим. Це, в першу чергу, зумовлювалося відходом режисера і деяких акторів.

## Образи головних героїв
1. «Куля». Рядовий, прибув до військкомату за власним бажанням, невдало програвши гроші в казино, тікає від кредиторів. Звичайний хлопець-містянин, який веде активне життя, готовий на різні вчинки. Багато читає, мислить прагматично. Активний в бесіді, товариський, не скромний. Голос за кадром.
2. «Бомба». Рядовий, близький друг «Кулі». Виходець із села. Любить багато поїсти. Простий у спілкуванні, його досить легко обдурити.
3. «Багнет». Входить до компанії «Кулі» і «Бомби». Був відрахований із закладу вищої освіти через велику слабкість до жінок.
4. Генерал Талалаєв «Батя». Начальник, якого бояться всі солдати й офіцери. Попри свою жорсткість, поводиться справедливо. Генерал з рисами, що сформувалися за радянських часів, зі своїми мінусами й слабкостями.

## У ролях
- Віктор Павлов — «Батя», генерал-майор Талалаєв
- Сергій Арцибашев — прапорщик Казаков (Дикий прапор)
- Станіслав Дужников — Бомба (рядовий Пестємєєв)
- Михайло Петровський — Штик (рядовий Каширський)
- Петро Коршунков — Куля (рядовий Бобков)
- Сергій Габріелян — єфрейтор Галагура
- Олег Пащенко — воєнком
- Олександр Белявський — контр-адмірал
- Іван Охлобистін — особіст
- Володимир Шаїнський — генерал-ветеран
- Юозас Будрайтіс (озвучення: Рудольф Панков) — генерал авіації
- Олексій Панін — Писана
- Олександр Тютін — капітан авіації, що супроводжує генерала-ветерана
- Олександр Дедюшко (озвучення: Володимир Віхров) — начальник патруля, майор
- Олексій Салпанов — молодший сержант Лавров
- Роман Качанов (озвучення: Володимир Віхров) — каптер Ліберман
- Мисак Геворкян — перший брат Алієв (Махсуд)
- Володимир Майсурадзе — другий брат Алієв (Улугбек)
- Михайло Владимиров — старший сержант Лавров
- Іван Агапов — дядько Вітя
- Володимир Смирнов — майстер на заводі
- Олена Ворончіхіна — Синявка
- Алла Саннікова — 'Чебурашка
- Володимир Сичов — стюард
- Микола Лещуков — капітан Мерзоєв
- Олександр Боровиков — Чорний прапор
- Валерій Іваков — Чорний дембель
- Сергій Галкін — начальник розподільника, полковник
- Наталія Харахоріна — мама Писи
- Дмитро Мухамадеев — Малюк (об'ївшись галоперидолу)
- Оксана Сташенко — перша вдова
- Юля Андрєєва — друга вдова (білява)
- Ірина Гордіна — третя вдова
- Володимир Шихово
- Валерій Трошин
- Роман Радов
- Олена Веліканова
- Данило Бєлих — фельдшер в санчастині
- Ольга Прохватило — продавчиня
- Валентина Березуцька — какинська бабуся

## Знімальна група
- Режисер: Роман Качанов
- Автори сценарію: Роман Качанов, Іван Охлобистін
- Оператор: Анатолій Сусеков
- Художниця: Катерина Залєтаєва

## Призи
1. 2000 — Приз ФІПРЕССІ (FIPRESCI) на ОРКФ в Сочі "For its humour and for the ironic look on Russian society which allows to overcome tragedies of everyday life and might open doors to the new cinema " [Архівовано 13 квітня 2015 у Wayback Machine.];
2. 2000 — Приз Гільдії кінознавців і кінокритиків на ОРКФ в Сочі;
3. 2000 — Приз «Золотий овен» «За найкращий кіносценарій».

## Цікаві факти
- Переклад «ДМБ», мабуть, відомий всім (дембель). Режисер цього фільму хотів вкласти певне смислове навантаження у цей фільм — відображення специфіки російської армії. Слідом за фільмом послідував бурхливий шквал парафраз і наслідувань як до теми фільму, так і до його стилістики.
- Картина «ДМБ» включила в себе більшу частину існуючих традицій, анекдотів про життя в армії. Цей фільм про «молодих і дідів», «прапорів та старлеїв», про зворушливих солдатів, пихатих генералів. У «ДМБ» можна побачити і багато нових та незвичних гегів, прояви ненаукової фантастики, нестандартної лексики.
- У фільмі представлено багато невідомих акторів, а також кілька відомих: Олександр Белявський («Місце зустрічі змінити не можна»), Юозас Будрайтіс («Ніхто не хотів вмирати»).
- Коли Роман Качанов створив фільм, то сам не очікував такого успіху і без опору віддав право на сіквел, а сам захопився екранізацією роману Ф. М. Достоєвського «Ідіот» — згодом кінофільм «Даун Хаус».
- При першому виданні фільму на DVD у фільмографію режисера Романа Качанова помилково включили фільми, створені його батьком, відомим мультиплікатором Романом Абелевичем Качановим.
- Герой галюцинацій одного з героїв фільму — «Карлсон, який живе на даху», присутній у сценарії, згодом був замінений на «Чебурашку, який шукає друзів». Ця зміна сталася на знак поваги до батька режисера фільму, який зняв серію мультфільмів про Чебурашку.
- У фільмі звучить пісня «Російський ренесанс» московської рок-групи середини-кінця 1980-х «Тупі». Автор текстів — Дмитро Голубєв.
- Каптера Лібермана, якого зіграв Роман Качанов, озвучував Володимир Віхров.
- На початку фільму, в сцені, коли воєнком спілкується з послушниками храму бога Говінди, які намагаються через свої переконання відмазатися від строкової служби, на стіні, за спиною воєнкома висить, судячи з усього, репродукція картини «Апофеоз війни» російського художника Василя Верещагіна.
- У лазареті перебувають п'ятеро тунгусів. Однак коли одного привели до дембеля Лаврова, тунгус сказав: «Мен орисша білмеймің», що з казахської мови означає: «Я не знаю російську мову».

## Заборона до показу
З 9 грудня 2014 року Державне агентство України з питань кіно заборонило до показу та поширення в Україні фільм «ДМБ» разом із ще 70-ма фільмами та серіалами за участю Івана Охлобистіна. За повідомленням відомства, заборона пов'язана із антиукраїнськими шовіністичними вчинками Охлобистіна, а також порушенням ним заборони на в'їзд до України. Незадовго до цього за заборону протестували активісти, зокрема учасники кампанії «Бойкот російського кіно».